# Andrabia aurea
Andrabia aurea är en insektsart som beskrevs av Irena Dworakowska och Sohi 1978. Andrabia aurea ingår i släktet Andrabia och familjen dvärgstritar. Inga underarter finns listade i Catalogue of Life.